# Tim Barnett (chính khách)
Timothy Andrew Barnett (sinh ngày 4 tháng 8 năm 1958) là thành viên của Hạ viện New Zealand cho Christchurch Central từ năm 1996 đến 2008, đại diện cho Đảng Lao động. Ông là một người Anh di cư đến New Zealand và chính khách đồng tính công khai thứ hai của New Zealand. Barnett chuyển đến Nam Phi vào năm 2009 để làm việc trong lĩnh vực HIV/AIDS. Ông trở lại New Zealand vào năm 2012 khi được Đảng Lao động bổ nhiệm làm tổng thư ký của họ.

## Tuổi thơ
Sinh ra ở Rugby, Warwickshire, Anh, vào ngày 4 tháng 8 năm 1958, ông chuyển đến New Zealand vào năm 1991 với bạn đời cũ của mình, Jonathan Kirkpatrick. Được đào tạo tại Trường Kinh tế London, tốt nghiệp bằng Cử nhân. (Honours) về Kinh tế (Chính phủ) năm 1981. Tại Vương quốc Anh, ông là giám đốc điều hành khai trương của Stonewall Lobby Group, là nhóm vận động hành lang chuyên nghiệp đầu tiên được thành lập ở nước đó để làm việc vì quyền bình đẳng cho người đồng tính nữ và đồng tính nam.